# The Story of Diana (programma televisivo)
The Story of Diana è una miniserie documentaristica, di due puntate incentrata sulla vita della principessa Diana Spencer (morta prematuramente per un incidente il 31 agosto 1997). L'opera è stata realizzata da ABC, in collaborazione con People, ed ha esplorato la vita e l'eredità di Diana, attraverso interviste con storici, esperti e persone che conoscevano Diana personalmente; il tutto intrecciato con filmati d'archivio.
Il documentario è andato in onda su ABC diviso in due parti, il 9 e il 10 agosto 2017, in occasione del ventesimo anniversario della sua morte. La miniserie contiene anche un'intervista esclusiva con il fratello della principessa Diana Charles Spencer e il nono Earl Spencer, oltre ad altre interviste con altri nobili vicini alla principessa, tra cui: Richard Branson, Lana Marks e Wayne Sleep e il cugino del principe Carlo India Hicks.

## Critica
La serie sull'aggregatore di recensioni Rotten Tomatoes ha ottenuto il 100% di giudizi positivi e un voto medio di 4.8/5.